# Bart contre l'Australie
Bart contre l'Australie (Bart vs. Australia) est le 16e épisode de la saison 6 de la série télévisée d'animation Les Simpson.

## Résumé
Bart et Lisa font des courses de produit de salle de bain dans un lavabo. Lisa gagne systématiquement et explique à son frère que c'est dû à la force de Coriolis qui fait que l'eau tourne toujours dans le même sens dans l'hémisphère nord et dans le sens contraire dans l'hémisphère sud. Après quelques expériences infructueuses pour mettre sa sœur en défaut, Bart se met à téléphoner aux quatre coins de la planète…
Bart a fait payer à des Australiens une fortune d'appels en PCV. Le gouvernement des États-Unis envoie les Simpson en Australie afin que Bart fasse des excuses publiques. Malheureusement, au Parlement, Bart est condamné à recevoir des coups de botte géante dans le derrière. Bart n'étant pas censé recevoir de punition, les Simpson refusent et se réfugient dans l'ambassade des États-Unis. De nombreux Australiens assiègent alors l'ambassade. Mais quand Bart insulte le premier ministre australien, les Australiens prennent d'assaut le bâtiment (la scène fait d'ailleurs penser à l'évacuation de l'ambassade des États-Unis à Saïgon en 1975) et les Simpson fuient. Ils sont vengés car l'écosystème australien est dévasté par l'Ouaouaron que Bart a laissé. Ils ne se doutent pas que les États-Unis vont subir le même sort à cause d'un koala agrippé à l'hélicoptère.